# 湯姆生的燈悖論
湯姆生燈悖論是芝諾悖論的變種，由哲學家詹姆斯·湯姆生提出。這個哲學家亦提出了supertask這個字。
考慮一個有捺跳開關的燈。開始時，燈是關着的。1分钟後開；30秒後又關燈；隔15秒後開，隔7.5秒後關……如此重覆動作，每一时间间隔是前一间隔的1/2。问到了兩分鐘時，燈的狀態是甚麼？如果開始時，燈的狀態是開的，結果會否有不同？